# Malica
Malica (lat. Bombycilaena), biljni rod iz porodica  glavočika. To su male, neobične biljke čudnog izgleda s maljavim cvjetovima poput pamuka. Jednogodišnje su biljke i svaka je prekrivena gustim dlačicama. Unatoč iznimno malom rodu, bombycilaena ima široku rasprostranjenost u rasponu od Europe do jugoistočne Azije s nekim vrstama pronađenim u Sjevernoj Americi.
U Hrvatskoj raste jedna vrsta Bombycilaena erecta ili uspravna malica.

## Vrste
1. Bombycilaena californica (Fisch. & C. A. Mey.) Holub
2. Bombycilaena discolor (Pers.) M. Laínz
3. Bombycilaena erecta (L.) Smoljan.